# 西日本豪雨復興応援アート
西日本豪雨復興応援アート展（にしにほんごううふっこうおうえんあーとてん）は、平成30年7月豪雨（西日本豪雨）の復興応援がテーマの作品展。
広島県の被災地出身クリエーター、東きゆう、むかいあぐるが呼びかける。賛同した漫画などのクリエーターが集まり2019年1月より被災地である広島県「大和ミュージアム」「呉市立美術館」「筆の里工房」で開催。新聞・テレビなどメディアに取り上げられ話題となり、累計、約5万人が入場したアート展が開催された

。

## 西日本豪雨復興応援アート展
- 「大和ミュージアム（呉市海事歴史科学館）」2019年1月12日～1月20日
- 「呉市立美術館　別館」 2019年3月20日～4月5日
- 「呉市立美術館　別館」 2019年4月27日～5月6日
- 「筆の里工房」 2019年6月29～9月1日
- 「エディオン蔦屋家電」 2020年7月3～7月30日
- 「第４回 復興応援呉ご当地キャラ祭」2022年10月29日、30日

## 西日本豪雨復興応援チャリティーアートブック
- 西日本豪雨復興応援チャリティーアートブック ―つながる助け合いのきもち―  
  - 著者／西日本豪雨復興応援アート展 実行委員会  東きゆう、今井キラ、今井大輔、絵子猫、エサカマサミ、丘上あい、 御茶漬海苔、かじ、KAMAKIRI、東風孝広、キタイシンイチロウ (DEVILROBOTS)、 syow、芹沢由紀子、タケヤマ・ノリヤ、田中光、 夏目義徳、成海柚希、那波マオ、のむらしんぼ、葉月かなえ、 はつはる、原明日美、フクシマハルカ、MAXICIMAM、森チャック、 むかいあぐる、山田雨月、やまもとのりこ、妖、RlYØ
  - 発行／有限会社 南々社

## メディア
- ｢月刊美術・9月号」2020年8/18
- ｢西日本新聞、朝刊」2020年8/15
- ｢TJ Hiroshima 8月号」2020年7/25
- ｢くれえばん 8月号」2020年7/25
- ｢エディオン蔦屋家電のウエブサイト」2020年7/24 [12]
- ｢朝日新聞、朝刊」2020年7/8 [13]
- ｢神戸新聞、夕刊」2020年7/5
- ｢NHK広島 お好みワイド」2020年7/3
- ｢NHK広島 昼ニュース」2020年7/3 [14]
- ｢RCCラジオ、おひるーなプラス」2020年7/2
- ｢中国新聞 広島都市面」2020年6/26
- ｢読売新聞、広島県版、朝刊」2020年6/22　[10]
- ｢毎日小学生新聞 走れ毎小特派員｣ 2020年4/28号
- ｢中国新聞｣ 2019年6/29
- ｢広島経済新聞｣ 2019年6/25
- ｢朝日新聞、中国地方版　朝刊｣ 2019年6/28
- ｢テレビ新広島｣ 2019年5/2 朝ニュース　及び テレビ新広島WEB、Yahoo!ニュース転載
- ｢広島テレビ 朝ニュース｣ 2019年5/2 [6]
- ｢中国新聞｣ 2019年5/2
- ｢読売新聞 広島地方版 朝刊｣2019年4/27
- ｢読売新聞 広島地方版 朝刊｣2019年1/23
- ｢NHKテレビ、中国地方5県放送ニュース｣ 2019年1/13 、1/14 [4]
- ｢広島ホームテレビ ニュース｣2019年 1/13
- ｢中国新聞｣2019年 1/13
- ｢コミックナタリー｣ 2019年1/11 アート展
- ｢TRiP EDiTOR｣（株式会社まぐまぐ運営）2019年1/11～
- ｢RCCラジオ、本名正憲のおはようラジオ｣2019年1/11放送
- ｢読売新聞 広島地方版 朝刊｣2019年1/11 [3]
- ｢イエローブック｣ 2019年1/7号
- ｢NHK広島放送 ひろしまコイらじ｣2019年1/7
- ｢中国新聞｣ 2018年12/29
- ｢くれえばん 1月号｣ 2018年21月号